# Schlacht bei Koniecpol
1. Phase: Schwedische Dominanz (1700–1709)
Dänischer Kriegsschauplatz (1700)
Humlebæk • Tönning I 
Livländ./ Estnischer Kriegsschauplatz (1700–1708)
Riga I • Jungfernhof • Varja • Pühhajoggi • Narva • Petschora • Düna • Rauge • Erastfer • Hummelshof • Embach • Tartu • Narva II • Wesenberg I • Wesenberg II
Ingermanländ./ Finnischer Kriegsschauplatz (ab 1701)
Archangelsk • Ladogasee • Nöteborg • Nyenschanz • Newa • Systerbäck • Petersburg • Wyborg I • Porvoo • Newa II • Koporje II • Kolkanpää
Litauisch-weißrussischer Kriegsschauplatz (1702–1706)
Vilnius • Saladen • Jakobstadt • Gemauerthof • Mitau • Grodno I • Olkieniki • Njaswisch • Klezk • Ljachawitschy
Polnischer Kriegsschauplatz (1702–1706)
Klissow • Pułtusk • Thorn • Lemberg • Warschau • Posen • Punitz • Tillendorf • Rakowitz • Praga • Fraustadt • Kalisch 
Russischer Kriegsschauplatz (1708–1709)
Grodno II • Golowtschin • Moljatitschi • Rajowka • Lesnaja • Desna • Baturyn • Koniecpol • Weprik • Opischnja • Krasnokutsk • Sokolki • Poltawa I • Poltawa II
2. Phase: Schweden in der Defensive (1710–1721)
Baltischer und Finnischer Kriegsschauplatz (bis 1714)
Riga II • Wyborg II • Pernau • Kexholm • Reval • Hogland • Pälkäne • Storkyro • Nyslott • Hanko 
Schwed./Norwegischer Kriegsschauplatz (1710–1721)
Helsingborg • Køge-Bucht • Bottnischer Meerbusen • Frederikshald I • Dynekilen-Fjord • Göteborg I • Strömstad • Trondheim • Frederikshald II • Marstrand • Ösel • Göteborg II • Södra Stäket • Grönham • Sundsvall
Norddeutscher Kriegsschauplatz (1711–1716)
Elbing • Wismar I • Lübow • Stralsund I • Greifswalder Bodden I • Stade • Rügen • Gadebusch • Altona • Tönning II • Stettin • Fehmarn • Wismar II • Stralsund II • Jasmund • Peenemünde • Greifswalder Bodden II • Stresow 
Die Schlacht von Koniecpol am 22. November 1708 war eine Schlacht des Russlandfeldzugs Karls XII. im Großen Nordischen Krieg. Sie wurde zwischen den Armeen des proschwedischen Königs von Polen Stanislaus I. Leszczyński und den antischwedischen Anhängern des gewählten aber im Altranstädter Friede für abgesetzt erklärten Königs von Polen August den Starken geführt. Die gleichstarken Armeen lieferten sich ein verlustreiches Gefecht, welches 2.000 Soldaten der Leszczyński-Partei mit ihrem Leben bezahlten.

## Im Vorfeld
| \| Schlacht bei Koniecpol \| |
| Lage des Schlachtfeldes      |
| Schlacht bei Koniecpol       |

Der von den Schweden gestützte polnische König Stanislaus Leszczyński wollte mit einer etwa 8000 Mann starken Armee den Russlandfeldzug Karls XII. militärisch unterstützen. Die Verbündeten des russischen Zaren wollten unter allen Umständen verhindern, dass diese Armee sich mit den Schweden vereinen konnte. Sie stellten ein etwa 8000 Mann starkes Heer zusammen und begegneten den Leszczyński-Anhängern in der Nähe der Stadt Koniecpol.
Die Armee stand unter dem Oberbefehl der Großhetmans der litauischen Krone Józef Potocki. Leszczyński persönlich hatte ihn zum Kommandeur ernannt. Unter seinem Kommando standen etwa 8000 Reiter und Dragoner sowie eine kleinere Anzahl an Artillerie. Infanterieeinheiten standen keine unter seinem Befehl. Die Armee sammelte sich am 20. November 1708 in der Nähe des Dorfes Żytno.
Die gegnerische Armee bestand aus zwei Divisionen. Die erste stand unter dem Befehl des Generals und Großschatzmeisters von Litauen Jakub Zygmunt Rybiński. Sie zählte 4400 Reiter und Dragoner sowie 1200 Leibgardisten des Obersts Sosnowski. Die zweite Division stand unter dem Kommando Ludwik Konstanty Pociejs, sein Kontingent umfasste etwa 3500 Reiter.

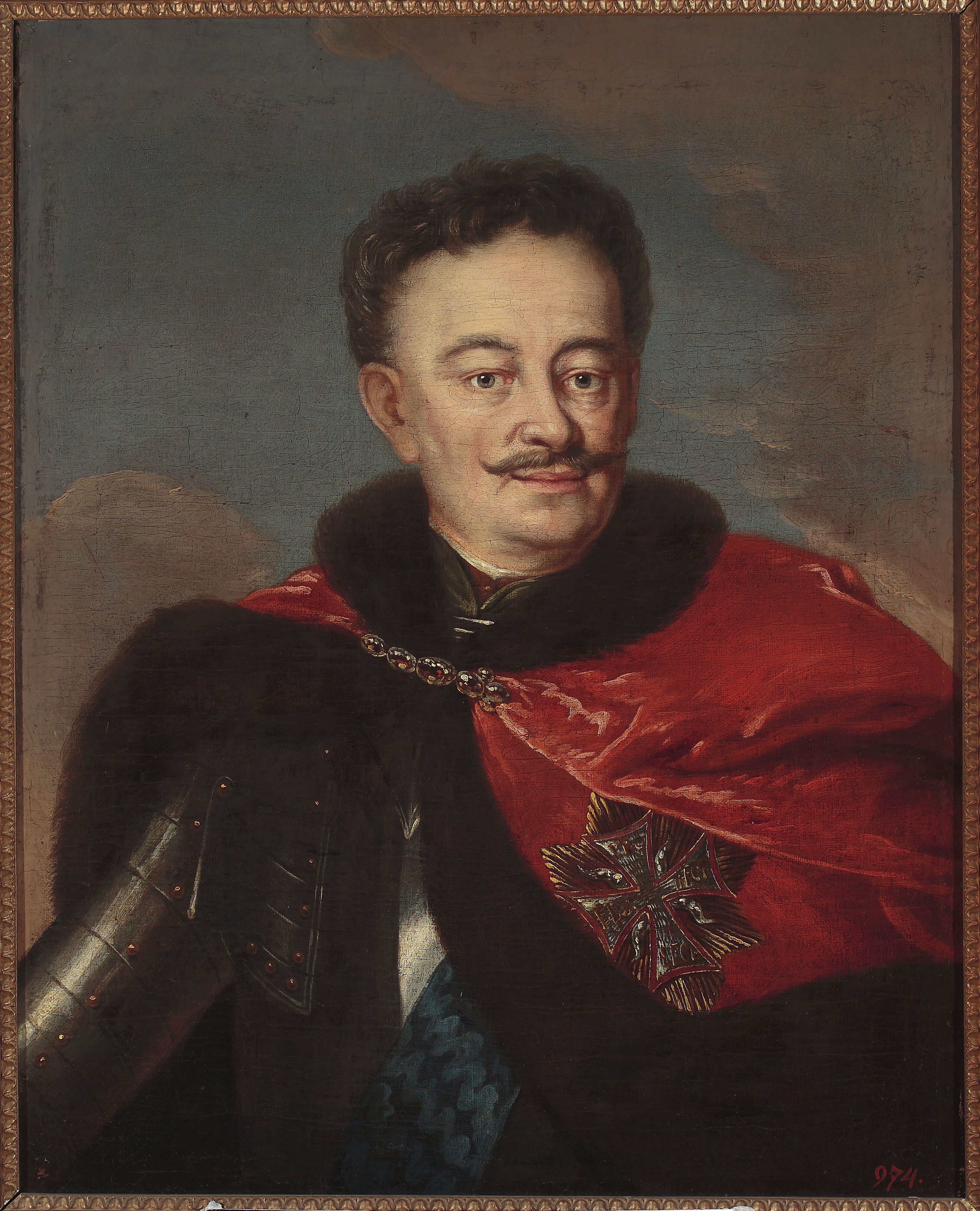
Großhetman Józef Potocki auf der Seite des schwedisch gestützten Königs Leszczyński
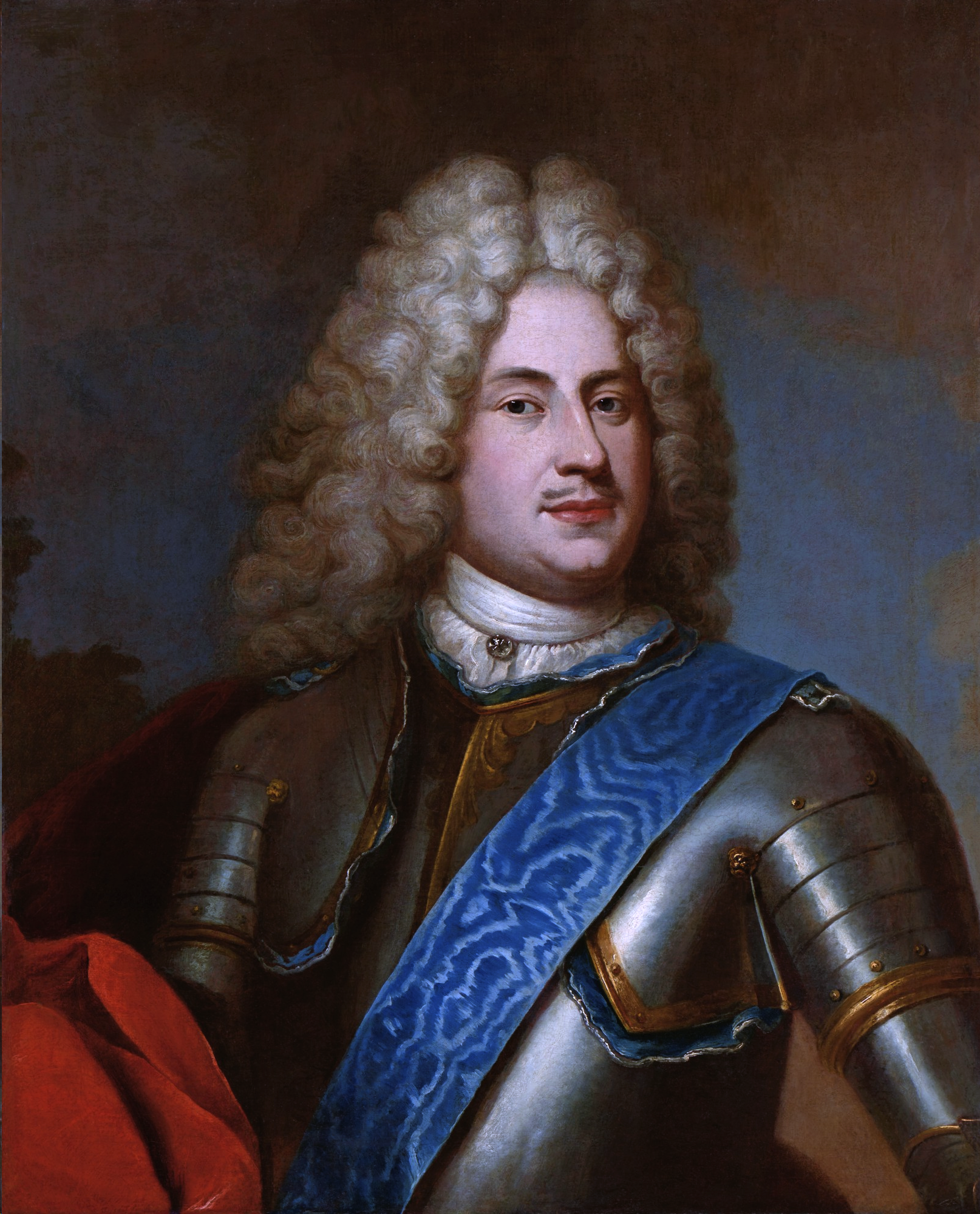
General Jakub Zygmunt Rybiński auf der Seite der Allianz gegen Karl XII.

## Die Schlacht
Die Schlacht begann im Morgengrauen mit leichten Gefechten der Kavallerie. Nachmittags gegen 13 Uhr gab Potocki den Befehl zum Angriff. Die Armee der schwedentreuen Polen griff direkt das Zentrum der Konföderierten an. Unter dem heftigen Gewehrfeuer der feindlichen Linien mussten die Dragoner weichen.
Zur gleichen Zeit befahl Pociej seiner Reiterei, welche am rechten Flügel stand, den linken Flügel der Leszczyński-Armee anzugreifen. Der linke Flügel brach unter dem Angriff zusammen und zog sich in Unordnung zurück. Daraufhin griffen die Konföderierten auch den rechten Flügel an und trennten diesen vom Rest der Armee. Potockis Armee war geschlagen und floh vom Schlachtfeld.

## Folgen
In der Schlacht wurden etwa 400 Soldaten der Leszczyński-Armee getötet, weitere etwa 1500 wurden bei der Verfolgung durch die Dragoner von General Rybiński getötet. Über 2000 Soldaten wurden gefangen genommen. Erbeutet wurden außerdem vier Kanonen, drei Mörser, Fahnen, Standarten und Pauken. Über die Toten und Verletzten der antischwedischen Konföderation gibt es keine Angaben.
Die Schlacht war für Potocki eine militärische Katastrophe. Ursprünglich war seine Armee als Unterstützung für den schwedischen König in dessen Russlandfeldzug geplant. Das war nun nicht mehr möglich und schwächte somit auch die Position Karls XII. in Russland. Durch den Verlust dieser Armee wurde zudem die Stellung Stanislaus Leszczyński in Polen sehr geschwächt. Er hatte kaum noch militärische Reserven, und so war es für August den Starken keine Schwierigkeit, ihn nach dem verlorenen Russlandfeldzug Karls XII. aus Polen zu vertreiben und die Königswürde zurückzugewinnen.